# Shinichiro Tani
Shinichiro Tani, född 13 november 1968 i Aichi prefektur, Japan, är en japansk tidigare fotbollsspelare.